# 富山第一高等学校
富山第一高等学校（とやまだいいちこうとうがっこう、英: Toyama Daiichi High School）は、富山県富山市向新庄町にある私立高等学校。通称は「富一（とみいち）」、「一高（いちこう）」。

## 概要
富山県で最大の私立高校であり、通学範囲は富山県内のほぼ全域に及ぶ。
男子サッカー部は全国高校サッカーの常連校で、全国でも有数の強豪校である。
毎年イングランドへ遠征を行っており、ウェストハム・ユナイテッドユース等と交流試合を行い強化を図っている。
1999年（平成11年）の第78回で石黒智久、西野泰正を擁して富山県史上初のベスト4に入り、国立の芝を踏んだ。翌年度の第79回もベスト4に入り、北陸勢初の2年連続国立進出の快挙を果たした。
2014年（平成26年）、第92回決勝で石川県の星稜高等学校を破り初優勝した。
2015年（平成27年）の第94回ではベスト8に進出。2019年（平成31年／令和元年）の高校総体では準優勝した。多くのJリーガーを輩出している。
バレーボール部も強豪で、春の高校バレーにしばしばアベック出場を果たしている。野球部も県内の強豪ではありながら甲子園に出場することができない時期が続いたが、第95回全国高等学校野球選手権大会（2013年）に春夏通じて初めての甲子園出場を決め、ベスト8に進出した。第98回全国高等学校野球選手権大会（2016年）は3年ぶりに出場となり、初戦を突破した。その他、柔道部、ラグビー部も全国大会出場の経歴がある。
また進学にも力を入れており、S特別進学コースや特別進学コースでは難関国公立大学や難関私立大学に進学する生徒もいる。

## 設置学科
- 普通科
  - S特別進学コース
  - 特別進学コース
  - 総合コース
  - 美術コース

## 沿革

### 年表
- 1959年（昭和34年）
  - 4月25日 - 学校法人金沢高等学校富山第一高等学校の設置認可、理事長・初代校長に河合陽徳就任。
  - 5月17日 - 富山市立総曲輪小学校において開校式及び入学式挙行。
  - 9月1日 - 木造校舎第1期工事完成、新校舎に移転。
- 1962年（昭和37年）
  - 3月3日 - 第2代校長長久繁松就任。
  - 7月18日 - 学校法人富山第一高等学校として独立法人となる。
- 1963年（昭和38年）12月1日 - 4号館完成 (1,498m2) 。
- 1964年（昭和39年）
  - 8月31日 - 10号館完成 (330m2) 。
  - 10月1日 - 第一体育館完成。
- 1966年（昭和41年）11月15日 - 錬成館（剣道場）完成 (330m2) 。
- 1968年（昭和43年）7月31日 - 5号館完成 (2,135m2) 。
- 1969年（昭和44年）8月31日 - 6号館完成 (1,597m2) 。
- 1970年（昭和45年）7月31日 - 3号館完成 (1,050m2) 。
- 1972年（昭和47年）2月28日 - 2号館完成 (1,315m2) 。
- 1973年（昭和48年）
  - 2月28日 - 講堂完成 (2,013m2) 。
  - 9月1日 - 第3代校長塚田長夫就任。
- 1974年（昭和49年）11月16日 - 研修センター（8号館）完成 (666m2) 。
- 1975年（昭和50年）12月29日 - 1号館完成 (1,245m2) 。
- 1978年（昭和53年）10月31日 - 総合グラウンド完成。
- 1983年（昭和58年）9月1日 - 第4代校長長真田正則就任。
- 1984年（昭和59年）10月31日 - 総合体育館完成 (3,585m2) 。
- 1986年（昭和61年）3月31日 - 7号館完成 (1,290m2) 。
- 1987年（昭和62年）
  - 7月20日 - セミナーハウス（9号館）完成 (518m2) 。
  - 10月24日 - 9号館前日本庭園造成。
- 1989年（平成元年）
  - 5月15日 - 第2グラウンド拡張整備 (10,936m2) 。
  - 7月23日 - 第1回ハワイ研修実施。
- 1990年（平成2年）3月13日 - ハワイ島ワイアケア高校と姉妹校の調印。
- 1991年（平成3年）
  - 4月1日 - 第5代校長青塚与市就任。
  - 11月1日 - 野球雨天練習場完成 (450m2) 。
- 1992年（平成4年）7月27日 - 第1回オーストラリア研修実施。
- 1993年（平成5年）5月30日 - 一高体育館完成 (1,494m2) 。
- 1994年（平成6年）9月1日 - 第6代校長福田貞實就任。
- 1995年（平成7年）4月1日 - 第7代校長長野上正毅就任。
- 1996年（平成8年）3月31日 - 図書館・学習センター完成 (995m2) 、家庭科棟完成 (984m2) 。
- 1997年（平成9年）2月28日 - インターネットホームページ開設。
- 1999年（平成11年）3月31日 - 新5号館完成。
- 2000年（平成12年）3月31日 - 新4号館完成。
- 2001年（平成13年）
  - 3月31日 - 新6号館完成。
  - 4月1日 - 第8代校長宮崎昭雄就任。
  - 4月30日 - 中庭造成工事完成。
- 2002年（平成14年）9月30日 - 校内LAN完成、運用開始する。
- 2003年（平成15年）4月7日 - ワープロ室を第2情報処理室に改修。
- 2004年（平成16年）
  - 3月31日 - 第3情報処理室完成。
  - 4月30日 - 硬式テニスコート（5面）完成 (4347m2) 。
- 2005年（平成17年）
  - 3月31日 - 第1情報実習室実習機器43台更新。
  - 4月25日 - 吹奏楽部練習場完成竣工式 (549.6m2) 、北側自転車置き場改修 (138.6m2) 。
  - 5月27日 - 第2代理事長河合敦夫就任。
  - 9月16日 - 第2グラウンドを人工芝に改修 (12240m2) 。
- 2007年（平成19年）4月1日 - 第9代校長本吉達也就任。
- 2018年（平成30年）4月1日 - 第10代校長中川恒夫就任。
- 2020年（令和2年）- 新3号館建設完了。

## 著名な出身者

### 芸能・文化
- 夢咲ねね（元宝塚歌劇団）
- 松本岳（俳優）
- 観月あこ（モデル）
- 山内マリコ（作家）
- 野原未蘭（将棋棋士）

### サッカー
- 大塚一朗（同校監督）
- 荒谷弘樹
- 柳沢敦
- 小田切道治
- 石黒智久
- 西野泰正
- 中島裕希
- 明堂和也
- 高橋駿太
- 森泰次郎
- 中田大貴
- 大塚翔
- 西村拓真
- 坪井清志郎
- 小森飛絢
- 碓井聖生

### 野球
- 幸山一大
- 松原快 - 2年次に高朋高等学校へ転出

### バレーボール
- 古市彩音
- 松井珠己
- 小杉凜華
- 菊池杏菜
- 塩崎葵葉
- 田邉彩七
- 髙橋凜
- 稲田心蕗

### その他
- 伊藤公人（自転車）
- 嶋田雄大（ボクシング）
- 村上和成（プロレス）
- 小路晃（総合格闘家）
- 森山雄（ラグビー）
- 馬場雄大（バスケ）

## 校歌
作詞：柚木武夫、作曲：佐藤進

## アクセス
- 越中荏原駅 徒歩15分。

## その他
日本の普通科高等学校としては数少ない、国家資格の基本情報技術者試験 (FE) の午前科目免除制度の認定校となっている。また、富山県内に存在する高等学校の中では、FEの午前免除制度を導入しているのは本校のみである。